# Podensac
Podensac – miejscowość i gmina we Francji, w regionie Nowa Akwitania, w departamencie Żyronda.
Według danych na rok 1990 gminę zamieszkiwało 2261 osób, a gęstość zaludnienia wynosiła 271 osób/km² (wśród 2290 gmin Akwitanii Podensac plasuje się na 191. miejscu pod względem liczby ludności, natomiast pod względem powierzchni na miejscu 1182.).